# Queen Rocks – The Video
A Queen Rocks – The Video a brit Queen együttes videóklip válogatása. A Queen Rocks válogatásalbum párjaként jelent meg 1998 októberében VHS-en, és az albumon szereplő dalokhoz készült régi és új videóklipeket tartalmaz, illetve bónuszként az egyetlen újonnan írt dal, a No-One but You (Only the Good Die Young) klipjének készítéséről szóló werkfilmet. A videó először Ausztriában és Németországban jelent meg a Libro GmbH kiadásában, majd 1998 novemberétől az Interneten keresztül a Queen Film Productiontől is beszerezhető lett.

## Tartalom
1. Tie Your Mother Down (Live)
2. It's Late
3. Headlong
4. Now I'm Here
5. I Want It All
6. Tear It Up
7. One Vision (Extended Version)
8. I'm in Love with My Car
9. We Will Rock You
10. Seven Seas of Rhye
11. Hammer to Fall
12. Keep Yourself Alive
13. Stone Cold Crazy
14. Put Out the Fire
15. Sheer Heart Attack (Edit)
16. Fat Bottomed Girls (Single Version)
17. No-One But You (Only The Good Die Young) (Video Version)
18. I Can't Live with You (Title Sequence)
19. The Making of No-One But You

## Közreműködők
- Freddie Mercury – ének, piano
- Brian May – gitár, ének
- John Deacon – basszusgitár
- Roger Taylor – dobok, ének